# Ahmesz (királyné)
Ahmesz (vagy Jahmesz; „A Hold gyermeke”) királyné az ókori egyiptomi XVIII. dinasztia idején, I. Thotmesz felesége, Hatsepszut anyja.
Származása nem tisztázott; mivel ő volt a főfelesége férjének, a nem királyi származású Thotmesznek, feltételezték, hogy Thotmesz az Ahmesszel kötött házasságával erősítette meg trónigényét. Ahmesz egyik címe „a király testvére”, de amennyiben ez azt jelentené, hogy az előző uralkodó, I. Amenhotep testvére volt, akkor viselnie kellene „a király leánya” címet is. Egy másik elmélet szerint Ahmesz Thotmesz testvére volt, és a fáraó trónra lépésekor kötöttek házasságot, követve a hagyományt, hogy a fáraó a testvérét veszi el. Ez esetben Thotmesz egyetlen királyi származású felesége Mutnofret volt.
Hatsepszuton kívül egyedül Noferubiti hercegnőről tudni biztosan, hogy Ahmesz és Thotmesz közös gyermeke; a fiúk közül II. Thotmesznek biztosan, Amenmoszénak, Uadzsmesznek és Ramoszénak valószínűleg Mutnofret volt az anyja.
Ahmeszt ábrázolják többek közt a lánya, Hatsepszut Ámon istentől való fogantatását és születését bemutató jeleneteken a Deir el-Bahari-i templomban. II. Thotmesz uralkodása alatt még életben volt, ugyanis együtt ábrázolták a fáraóval és Hatsepszuttal.
Címei: Szeretett nagy királyi hitves (ḥm.t-nỉswt wr.t mrỉỉ.t=f), A Két Föld asszonya (ḥnwt t3.wỉ), Hórusz társa (zm3ỉỉ.t ḥrw), Hórusz szeretett társa (smr.t-ḥrw mrỉỉt=f), Az öröm úrnője (ḥnwt nḏm ỉb), Minden hölgy úrnője (ḥnwt ḥmw.t nb.wt), A nagy, szeretett édesség úrnője (nb.t bnr.t ˁ3[.t] mrwt), Nagy kegyben álló (wr.t-ḥzwt), Örökös hercegnő (ỉrỉỉ.t-pˁt), A király nővére (zn.t-nỉswt).

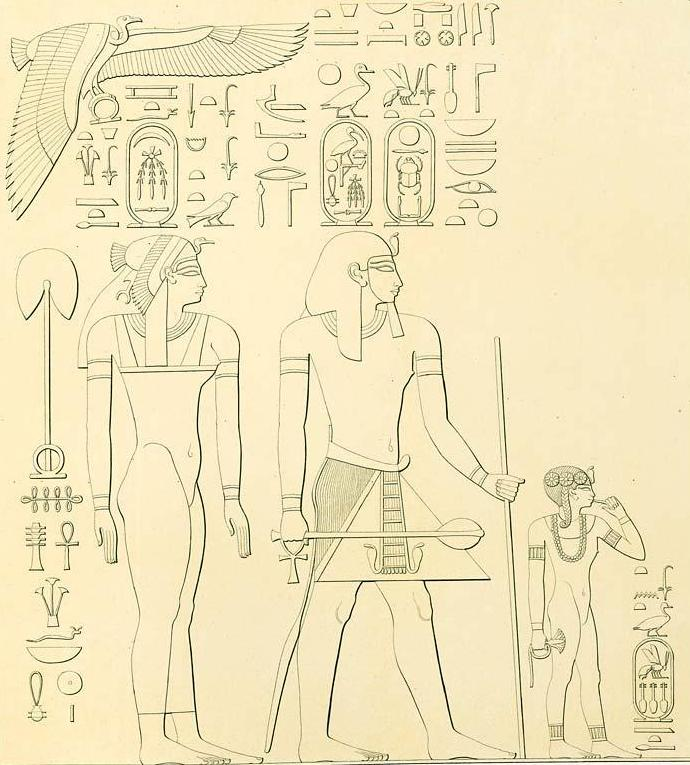
A királyné a férjével és Noferubitivel